# Seznam slovenskih vojaških diplomatov
Seznam slovenskih vojaških diplomatov.

## C
- Mirko Cigler

## M
- Aleš Marič
- Dragutin Mate
- Srečko Matovič
- brigadir Klemen Medja
- Mitja Miklavec

## O
- Tomaž Okršlar

## P
- France Pirc
- Iztok Podbregar
- Bojan Potočnik

## T
- Anton Turk

## V
- Vladimir Vauhnik
- Zlatko Vehovar

## Z
- Srečko Zajc
- Samo Zanoškar